# Ивердон-ле-Бен
Ивердо́н-ле-Бен (фр. Yverdon-les-Bains) — коммуна и город в кантоне Во, Швейцария. Находится в 60 км от Берна, на Невшательском озере.

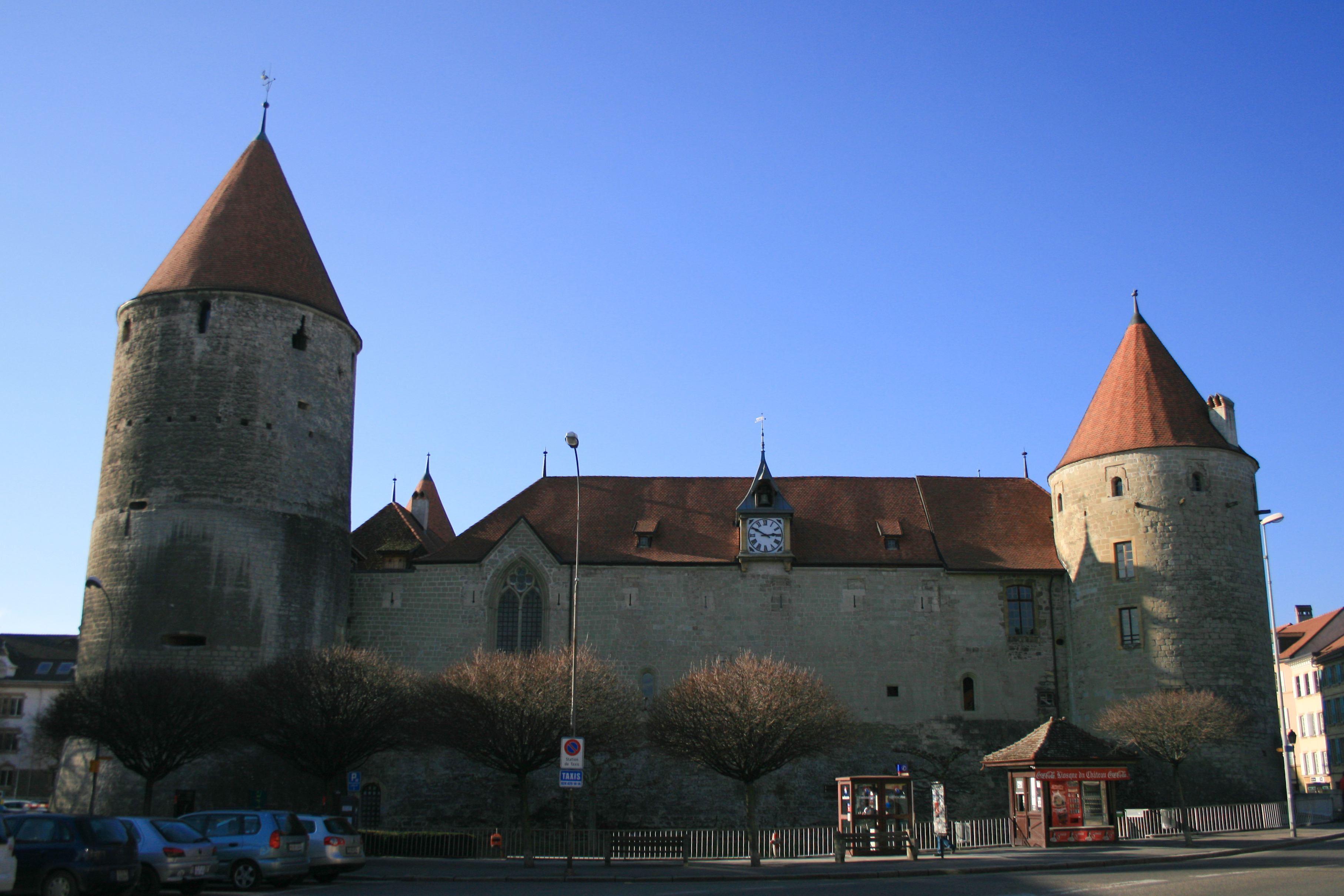
Городской замок

## История
Во время римского владычества город назывался Eburodunum, позже просто Ивердо́н (Yverdon), коммуна сменила своё название на Ивердон-ле-Бен в 1981 году, напомнив тем самым, что место является центром термальных источников.
Город также известен своим замком (Château d’Yverdon), который был построен между 1260 и 1270 годами для защиты города. В замке проживали савойские герцоги, потом, после завоевания города Берном в 1536 году — наместники, назначаемые Берном. В 1805 году город покупает замок и создаёт в нём институт под шефством Иоганна Песталоцци. С 1830 года в замке также существует музей города.

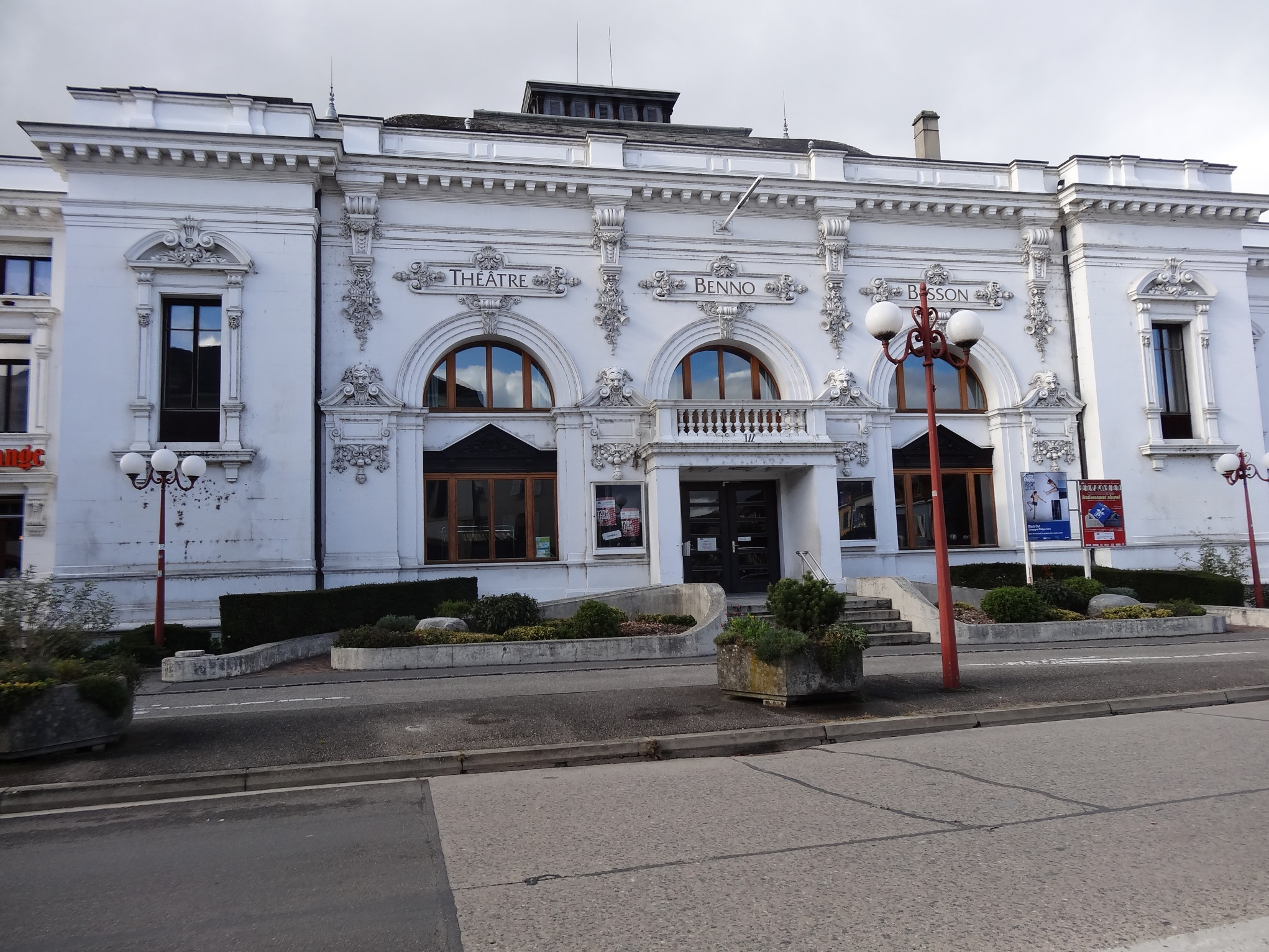
Театр Бенно Бессона

### Театры
- Театр Бенно Бессон (Théâtre Benno Besson)
- Театр Эшандол (Théâtre de l'Échandole)
- Театр Petit Globe
- Концертный зал Амальгам (Salle de concert L’Amalgame)

## Города-побратимы
Ниже приведён список городов-побратимов Ивердона:
- Ножан-сюр-Марн, Франция (с 20 июня 1964)
- Винтертур, Швейцария (с 15 июня 1964)
- Прокупле, Сербия (с 6 сентября 1987)
- Кагамино, Япония (с 7 октября 1996)
- Понтарлье, Франция (с 20 мая 2003)
- Коллезано, Италия (с 22 октября 2004)